# Villa de Guadalupe (kommun)
Villa de Guadalupe är en kommun i Mexiko.   Den ligger i delstaten San Luis Potosí, i den centrala delen av landet, 500 km norr om huvudstaden Mexico City. Antalet invånare är 9 779. Arean är 1 864 kvadratkilometer.
Terrängen i Villa de Guadalupe är bergig åt nordost, men åt sydväst är den kuperad.
Följande samhällen finns i Villa de Guadalupe:
- Santa Isabel
- San Francisco
- Santa Rita de los Hernández
- Palo Blanco
- Llano de Jesús María
- San Bartolo
- La Presa
- Bustamante
- Puerto de Magdalena